# 香川拓海
香川 拓海（かがわ たくみ、1991年8月11日 - ）は、日本の子役・俳優である。
千葉県出身。セントラル子供劇団所属。血液型はAB型。身長165cm。

## 出演

### テレビドラマ
- 月曜ドラマスペシャル「涙のアンパンマン・マーチ」（1997年3月31日、TBS）
- ドラマ新銀河「雲の上の青い空」（1997年、NHK）
- 花王 愛の劇場「ぐっとあふたぬーん」（1997年、TBS）
- 月曜ドラマスペシャル 夏樹静子サスペンス「秘めた絆」（1998年1月19日、TBS）
- お仕事です!（1998年、フジテレビ）
- Shin-D「恋は桃色」（1998年8月、日本テレビ）
- 火曜サスペンス劇場「外科医・有森冴子II『告知』」（2000年10月3日、日本テレビ）
- 世にも奇妙な物語「バーゲンハンター」（2000年10月4日、フジテレビ）- 次郎 役
- ロケット・ボーイ（2001年、フジテレビ）
- 伝説のワニ ジェイク（2001年、テレビ東京）
- 仮面ライダー剣（2004年、テレビ朝日） - 剣崎一真（幼少時代）役

### 映画
- カオス（2000年）
- アイ・ラヴ・フレンズ（2001年）
- おじいさんの笑顔（2002年）
- 僕の犬小屋日記（2002年）
- 阿修羅のごとく（2003年）

### CM
- TTnet 東京電話インターネット「オダギリジョー現る篇」（2002年）
- TTnet 東京電話インターネット「空の青さ篇」（2002年）
- パワードコム POINT（Powered Internet）「光る球篇」（2003年）
- So-net ブロードバンド「お願い絶叫 息子編」（2006年）

### 書籍
- 宣伝会議（2006年8月15日号、（株）宣伝会議）